# Idioma gude
Gude es una lengua afroasiática que se habla en Nigeria en el estado de Adamawa en Mubi LGA y en el estado de Borno en Askira-Uba LGA. También se habla en el vecino Camerún. En Nigeria y Camerún se hablan diferentes dialectos.
El gude se habla en la parte sur de la comuna de Bourrha (departamento de Mayo-Tsanaga, región del Extremo Norte) y en el extremo occidental del distrito de Mayo-Oulo (departamento de Mayo-Louti, región del Norte). Lo hablan unas 28.000 personas.